# Машуковка
Машуковка — посёлок в Мотыгинском районе Красноярского края России. Административный центр Машуковского сельсовета.

## География
Посёлок находится в южной части района, на правом берегу реки Тасеевой, вблизи места впадения в неё реки Машуковки, на расстоянии приблизительно 46 километров (по прямой) к юго-западу от посёлка городского типа Мотыгино, административного центра района. Абсолютная высота — 106 метров над уровнем моря.
Климат
Климат характеризуется как резко континентальный, с морозной продолжительной зимой. Средняя температура самого тёплого месяца (июля) составляет 25 — 26 °С (абсолютный максимум — 38 °С). Средняя температура самого холодного месяца (января) — −26 — −28 °С (абсолютный минимум — −53 °С). В течение года атмосферные осадки выпадают неравномерно. В тёплый период года (с апреля по октябрь) выпадает около 70-80 % осадков.
Часовой пояс
Посёлок Машуковка находится в часовой зоне МСК+4. Смещение применяемого времени относительно UTC составляет +7:00.

## Население
| 2010 |
| ---- |
| 631  |

Гендерный состав
По данным Всероссийской переписи населения 2010 года в гендерной структуре населения мужчины составляли 48,5 %, женщины — соответственно 51,5 %.
Национальный состав
Согласно результатам переписи 2002 года, в национальной структуре населения русские составляли 91 % из 862 чел.

## Улицы
Уличная сеть посёлка состоит из шести улиц и одного переулка.